# Нуреддін аль-Атасі
Нуреддін Мустафа аль-Атасі (араб. نور الدين مصطفى الأتاسي; 1929, Хомс, Держава Сирія (Французький мандат) — 3 грудня 1992, Париж, Франція) — сирійський державний діяч, президент Сирії.

## Біографія
Нуреддін аль-Атасі народився 1929 року у Хомсі у родині Атасі. Після ранньої смерті матері, Нуреддіна виховував дідусь по батькові, суддя Фуад Ефенді аль-Атасі. Оточений інтелектуальними колами діда, куди входили поети й науковці, Нуреддін з ранніх років захопився арабською поезією.
За освітою та професією лікар. У 1948 році він вступив на медичний факультет Дамаського університету. Під час свого перебування в Дамаску активно долучався до студентської групи партії «Баас». До випуску з університету очолював партійну організацію міста Хомс, потім був членом Національного керівництва партії.
Неодноразово обіймав посаду міністра внутрішніх справ в урядах, сформованих Баас. У травні — жовтні 1964 року — у складі Президентської ради САР; у жовтні 1964 — вересні 1965 — заступник прем'єр-міністра. З лютого 1966 року — голова держави, з 29 жовтня 1968 року — також прем'єр-міністр. З жовтня 1966 року — генеральний секретар ПАСВ.
Після політичних розбіжностей з Хафезом аль-Асадом він провів 22 роки у в'язниці. Захворів на рак і був звільнений за станом здоров'я. Помер 3 грудня 1992 року під час лікування в Парижі. Похований у рідному місті Хомс.